# Orgyia agramma
Orgyia agramma är en fjärilsart som beskrevs av Joannis 1929. Orgyia agramma ingår i släktet fjädertofsspinnare, och familjen tofsspinnare. Inga underarter finns listade i Catalogue of Life.